# エイダ郡区 (ミシガン州ケント郡)
エイダ郡区（Ada Township）は、アメリカ合衆国ミシガン州ロウアー半島西部、ケント郡内に位置するタウンシップ（郡区）。グランドラピッズ東郊約20kmに位置する。人口は9,882人（2000年国勢調査）。エイダは1821年に建設された歴史ある町で、1860年代にソーナップル川に架けられたカバードブリッジは国の史跡に指定されている。また、エイダはアムウェイが本社を置く町としても知られている。

## 歴史
エイダの歴史は1821年にさかのぼることができる。この年、リックス・ロビンソン（Rix Robinson）はグランド川とソーナップル川が合流するこの地に立地していたアメリカ毛皮会社の取引所をマデリーン・ラ・フランボワーズから獲得した。1836年にワシントン条約が締結されると、それまで入植者が購入することのできなかったグランド川より北の土地を購入することはできるようになった。タウンシップ最初の町長にはロビンソンが選ばれたという説と、シドニー・スミスが最初の町長でその後1841年と1844年にロビンソンが選ばれたという説の2つがある。
1858年にはソーナップル川の河口（グランド川との合流点）に村がつくられた。しかし、村はゆっくりと成長し、正式な自治体となることはなかった。1867年にはソーナップル川にエイダ・カバード・ブリッジが架けられた。この屋根付きの橋は、現在ではミシガン州内に残る僅か9本のカバードブリッジのうちの1本で、国の史跡に指定されている。

## 地理
エイダは北緯42度57分15秒 西経85度29分20秒 / 北緯42.95417度 西経85.48889度に位置している。アメリカ合衆国統計局によると、エイダ・タウンシップは総面積95.9km²（37.0mi²）である。このうち93.4km²（36.1mi²）が陸地で2.5km²（1.0mi²）が水域である。総面積の2.59%が水域となっている。
エイダ・タウンシップはグランド川とソーナップル川の合流点を中心に広がっている。この2本の川のほかにも、タウンシップ内には数多くの小川が流れ、湿地帯も点在している。一帯は青々とした森林が広がる、起伏のある土地となっている。

## 人口動態
以下は2000年の国勢調査における人口統計データである。
基礎データ
- 人口: 9,882人
- 世帯数: 3,263世帯
- 家族数: 2,802家族
- 人口密度: 105.8人/km²（273.9人/mi²）
- 住居数: 3,384軒
- 住居密度: 36.2軒/km²（93.8軒/mi²）

人種別人口構成
- 白人: 95.57%
- アフリカン・アメリカン: 0.47%
- ネイティブ・アメリカン: 0.16%
- アジア人: 2.35%
- 太平洋諸島系: 0.01%
- その他の人種: 0.51%
- 混血: 0.94%
- ヒスパニック・ラテン系: 1.07%

年齢別人口構成
- 18歳未満: 32.6%
- 18-24歳: 5.4%
- 25-44歳: 27.6%
- 45-64歳: 27.3%
- 65歳以上: 7.1%
- 年齢の中央値: 37歳
- 性比（女性100人あたり男性の人口）
  - 総人口: 99.8
  - 18歳以上: 97.1

世帯と家族（対世帯数）
- 18歳未満の子供がいる: 47.1%
- 結婚・同居している夫婦: 78.7%
- 未婚・離婚・死別女性が世帯主: 5.4%
- 非家族世帯: 14.1%
- 単身世帯: 11.6%
- 65歳以上の老人1人暮らし: 3.7%
- 平均構成人数
  - 世帯: 3.03人
  - 家族: 3.30人

収入と家計
- 収入の中央値
  - 世帯: 83,357米ドル
  - 家族: 87,972米ドル
  - 性別
    - 男性: 61,795米ドル
    - 女性: 36,288米ドル
- 人口1人あたり収入: 37,840米ドル
- 貧困線以下
  - 対人口: 1.9%
  - 対家族数: 1.1%
  - 18歳未満: 1.6%
  - 65歳以上: 2.8%

## ギャラリー

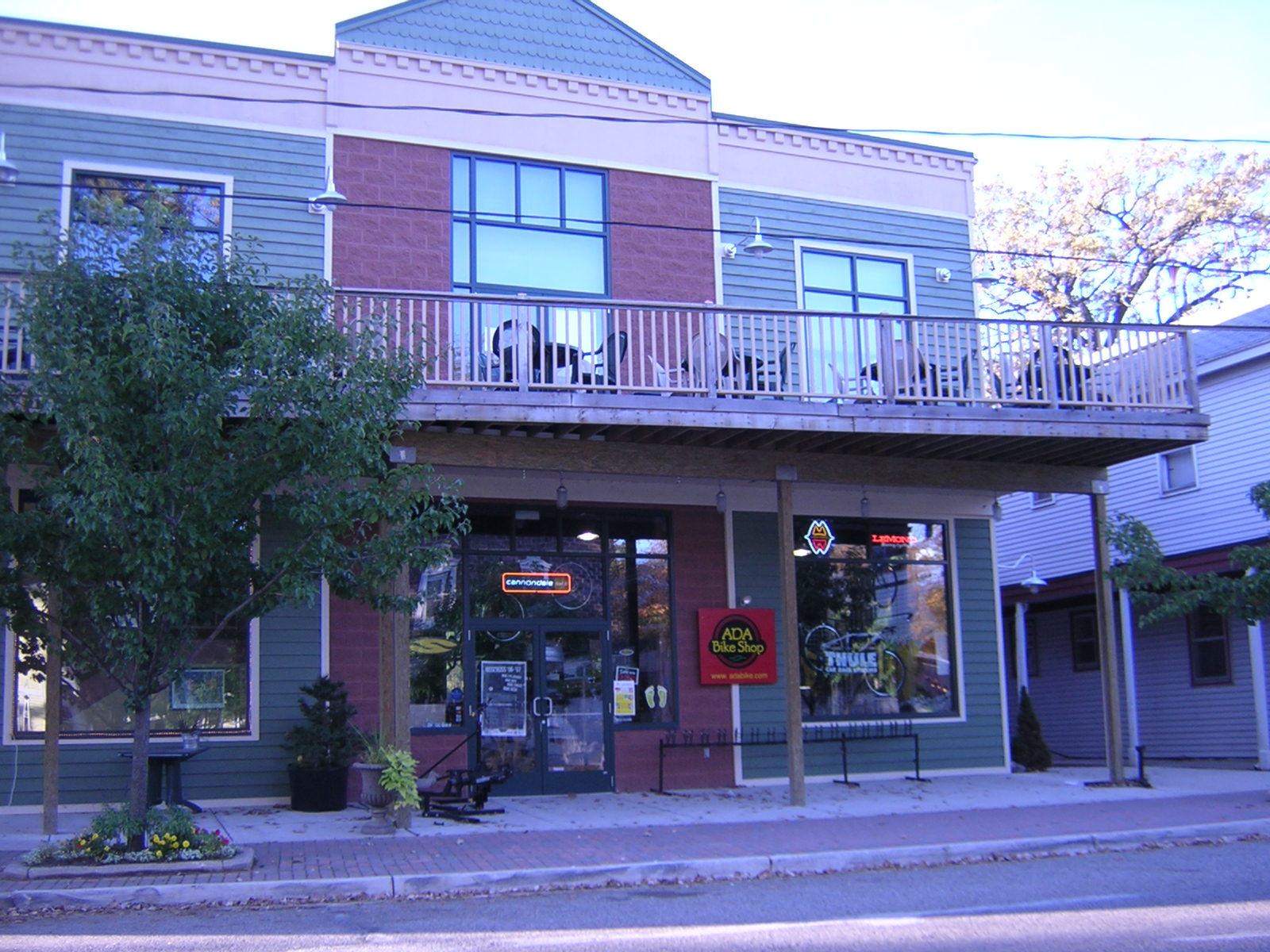
エイダ中心部の通り
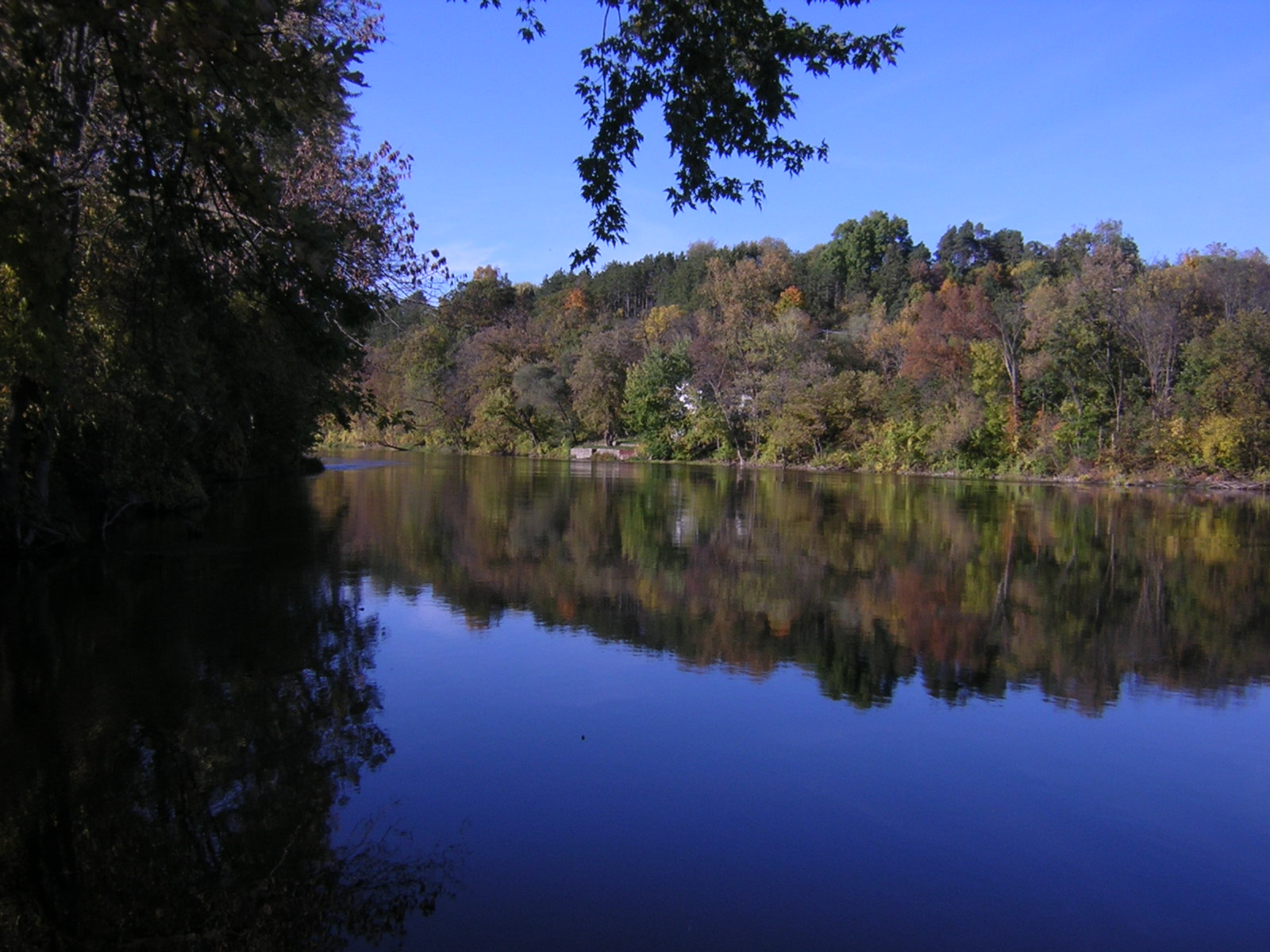
エイダを流れるグランド川
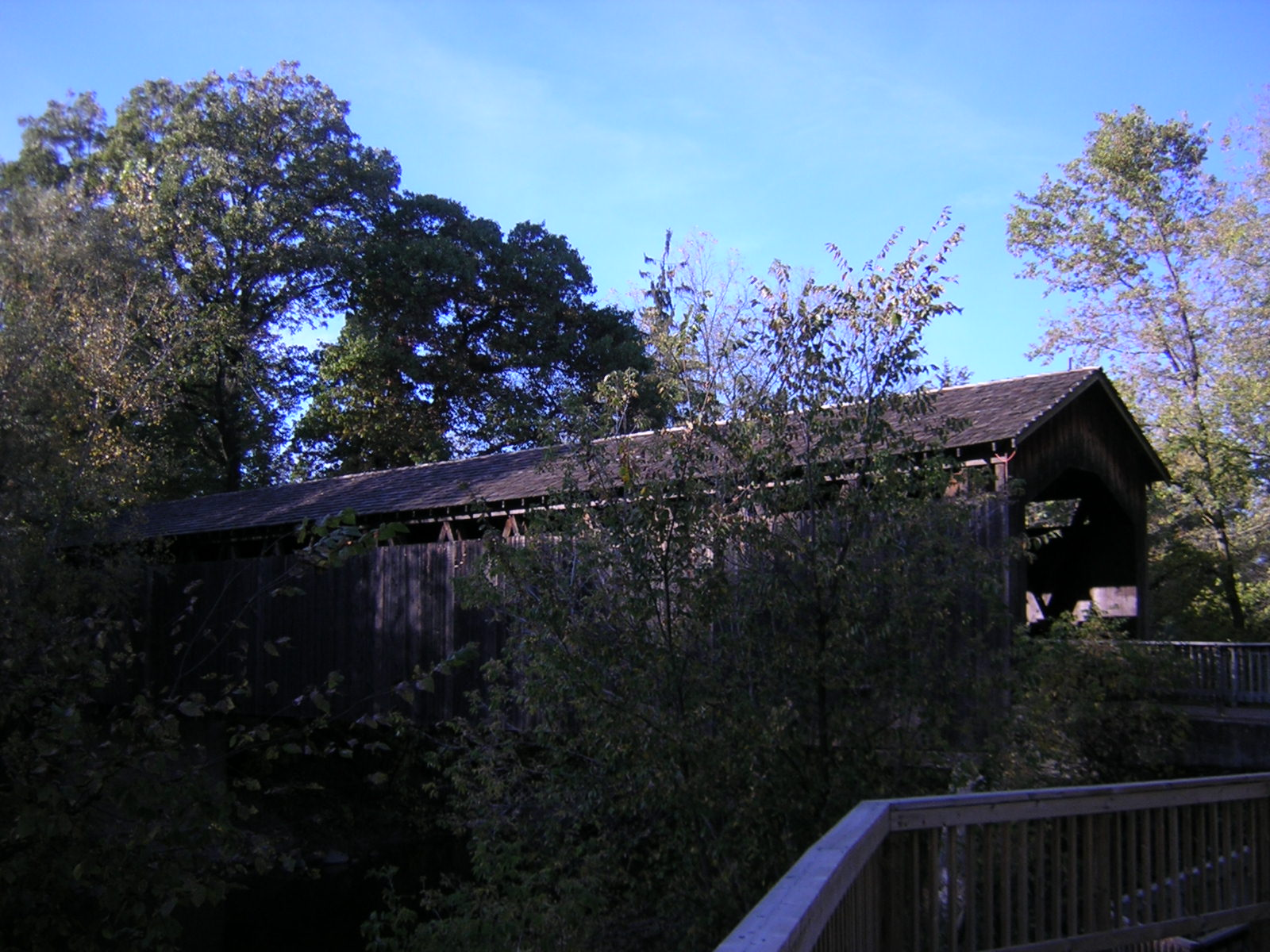
ソーナップル川に架かるカバードブリッジ
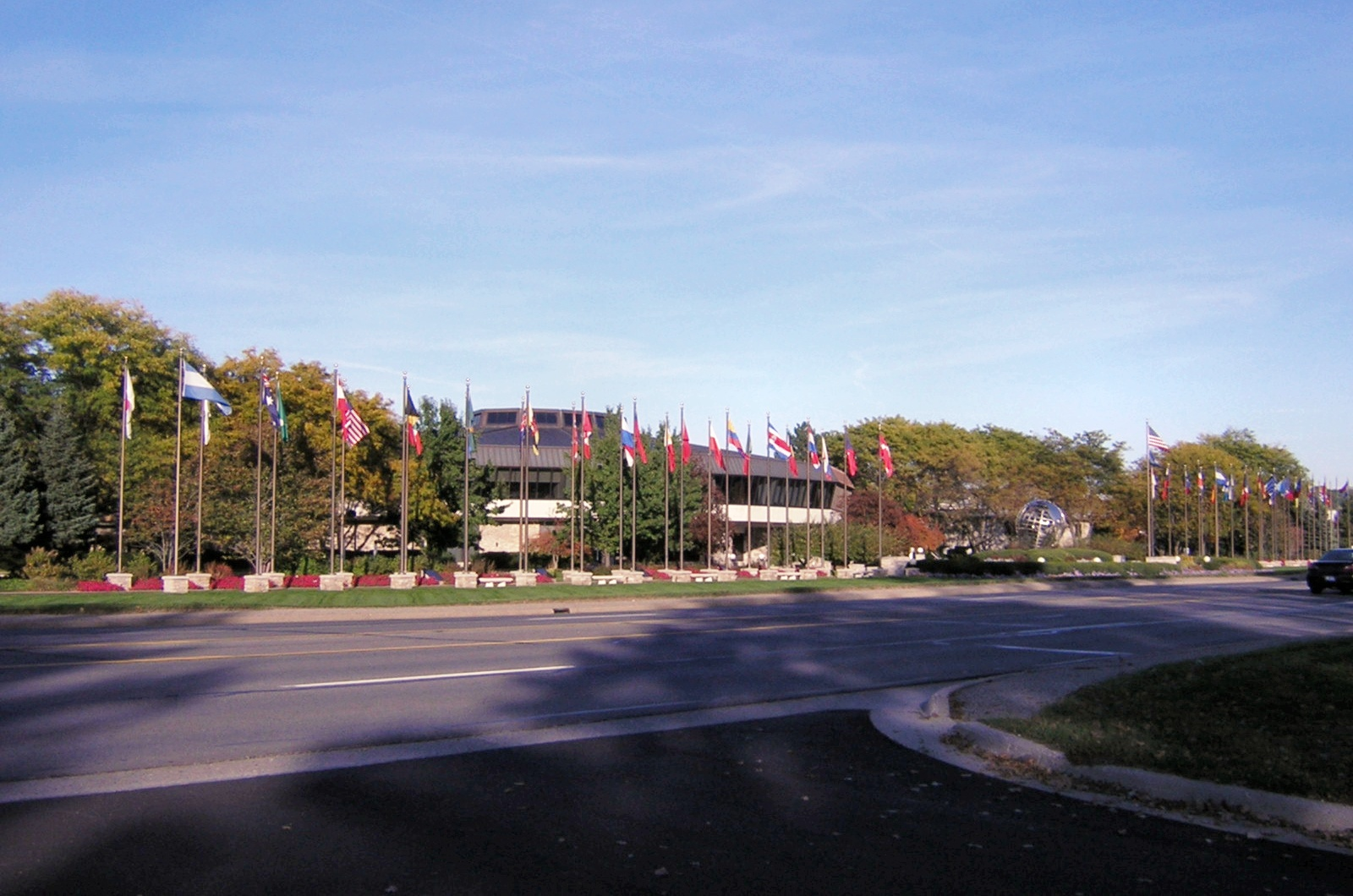
アムウェイ本社